# King of Baking, Kim Takgu
Jeppang-wang Kim Tak-gu (coréen : 제빵왕 김탁구, connu aussi sous le nom de Bread, Love and Dreams, King of Baking, Kim Tak-gu ou orthographié Takgoo), est une série télévisée sud-coréenne en 30 épisodes. La série a été diffusée à partir du 9 juin 2010 sur KBS en Corée du Sud.

## Synopsis
L'histoire débute dans les années 70. Seo Insuk, épouse du Président de l'entreprise Geosung Foods, Gu Il Jong, enceinte, essaye d'avoir un fils. Elle échoue et donne naissance à sa deuxième fille, Gu Jarim. Son mari, désespéré, tombe sous le charme de la gouvernante, Kim Misun et entretient une liaison avec elle. Seo Insuk, de son côté, bouleversée quand on lui prédit qu'elle ne réussira jamais à avoir d'héritier avec son mari, décide de concevoir un fils avec Han Seung-jae, meilleur ami et secrétaire de son mari. Quand Seo Insuk apprend que son mari l'a trompée, elle ordonne à Han Seung-jae de la faire avorter mais par pitié, il la laisse partir, elle et son enfant, à condition qu'elle ne s'approche plus de Geosung Foods.
Douze ans plus tard, Kim Misun vient présenter son fils, Kim Takgu, à son père et à sa famille et décide de laisser son fils. Une décision qui ne plait guère à Seo Insuk, Han Seung-jae et à ses enfants. Très déterminée, Seo Insuk décide de faire de Gu Majun, son fils né de sa relation avec Han Seung-jae, le seul héritier de l'entreprise et d'empêcher à tout prix que Kim Takgu en soit l'héritier avant lui...

## Distribution

### Acteurs principaux
- Yoon Shi-yoon : Kim Takgu
  - Oh Jae-moo : Kim Takgu enfant
- Eugene : Shin Yoo-kyung
  - Jo Jung-eun : Shin Yoo Kyung enfant
- Joo Won : Gu Majun
  - Shin Dong-woo : Gu Majun enfant
- Lee Young-ah : Yang Misun

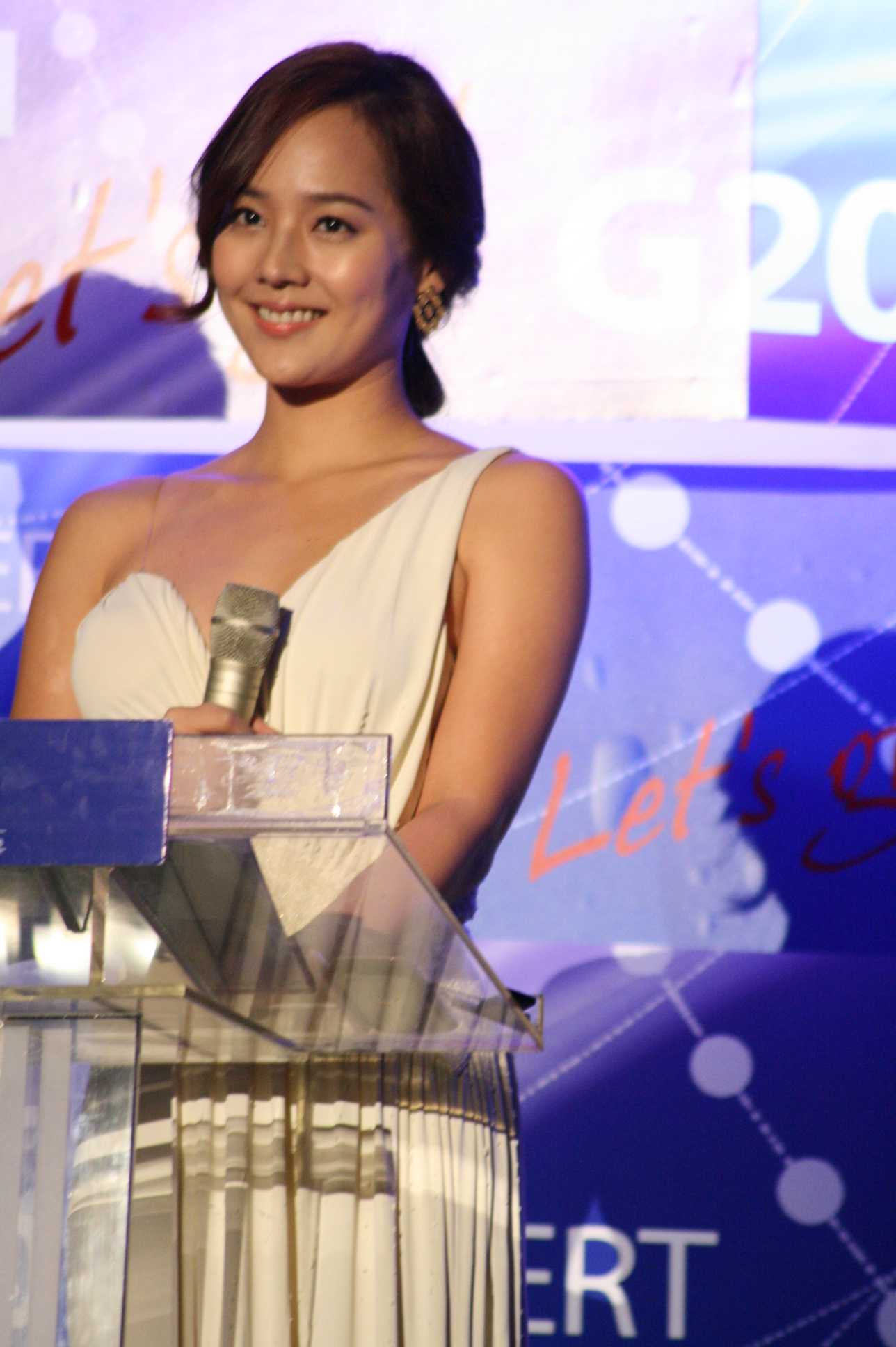
Eugene interprète Shin Yoo-kyung
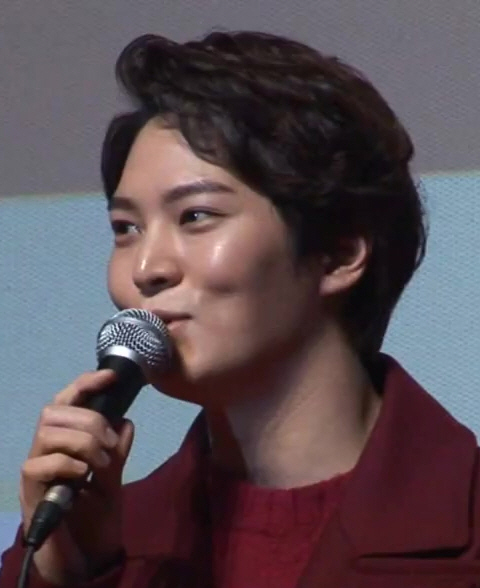
Joo Won interprète Gu Majun
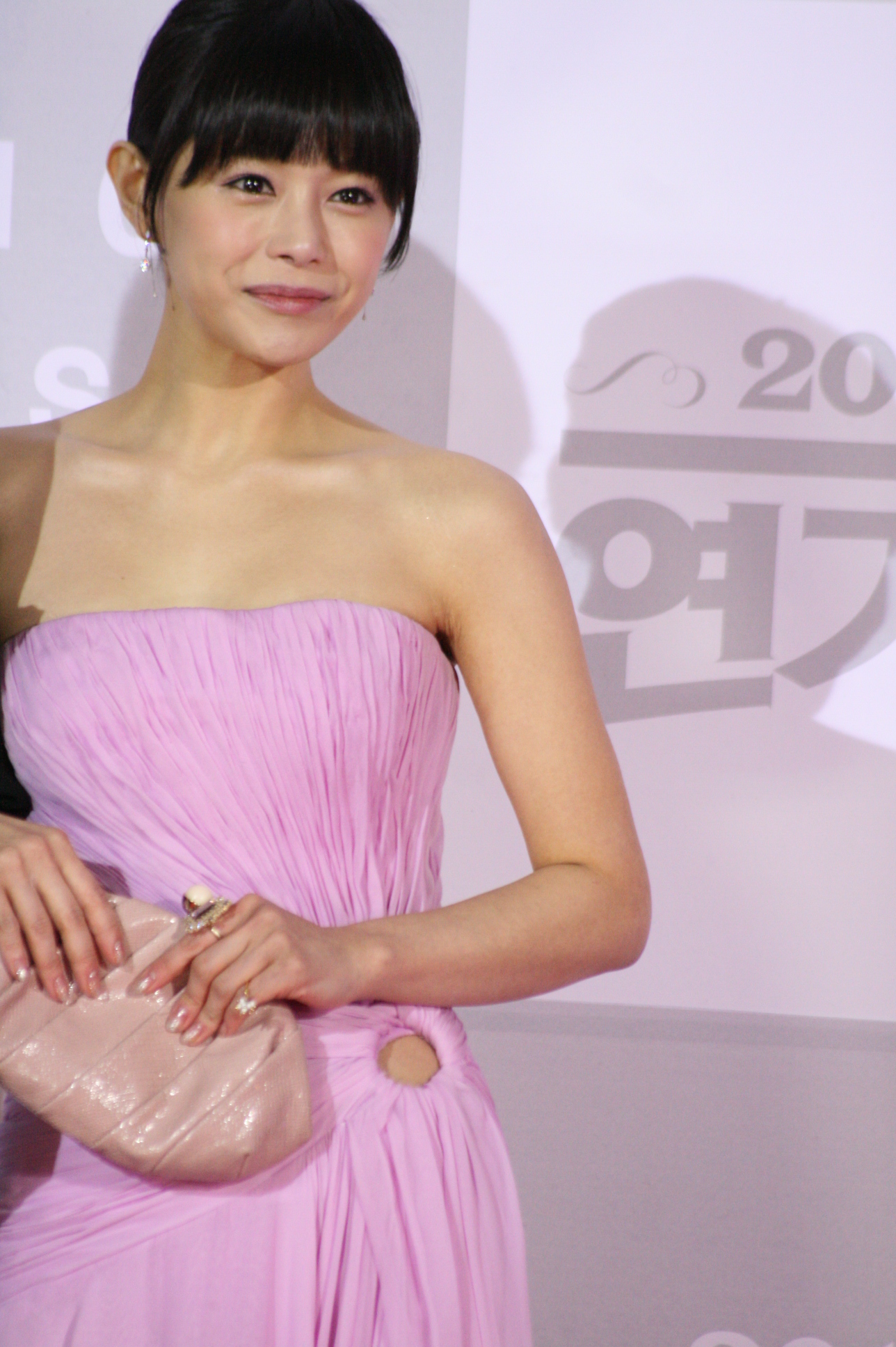
Lee Young-ah interprète Yang Misun

### Personnages secondaires

#### Famille Gu
- Jun Kwang-ryul : Gu Il Jong
- Jeon In-hwa : Seo Insuk
- Choi Ja-hye : Gu Jakyung
- Ha Seung-ri : Gu Jakyung adolescente
- Kang Ye-seo : Gu Jakyung enfant
- Choi Yoon-young : Gu Jarim
- Kim So-hyun : Gu Jarim enfant

#### Famille Yang
- Jang Hang-sun : Pal Bong, grand-père de Yang Misun
- Park Sang-myun : Yang Inmok, père de Yang Misun
- Hwang Mi-sun : Oh Youngja, mère de Yang Misun

#### Acteurs récurrents
- Jung Sung-mo : Han Seungjae
- Park Sung-woong : Jo Jingu
- Lee Han-wie : Heo Gapsoo
- Jeon Mi-seon : Kim Misun, mère de Kim Takgu
- Jung Hye-sun : Madame Hong
- Kwon Yong-woon : Shin Bae, père de Shin Yoo-kyung
- Park Yong-jin : Go Jaebok
- Kim Jung-hak : Docteur Yun
- Choi Il-hwa : Park Choon-bae
- Kang Chul-sung

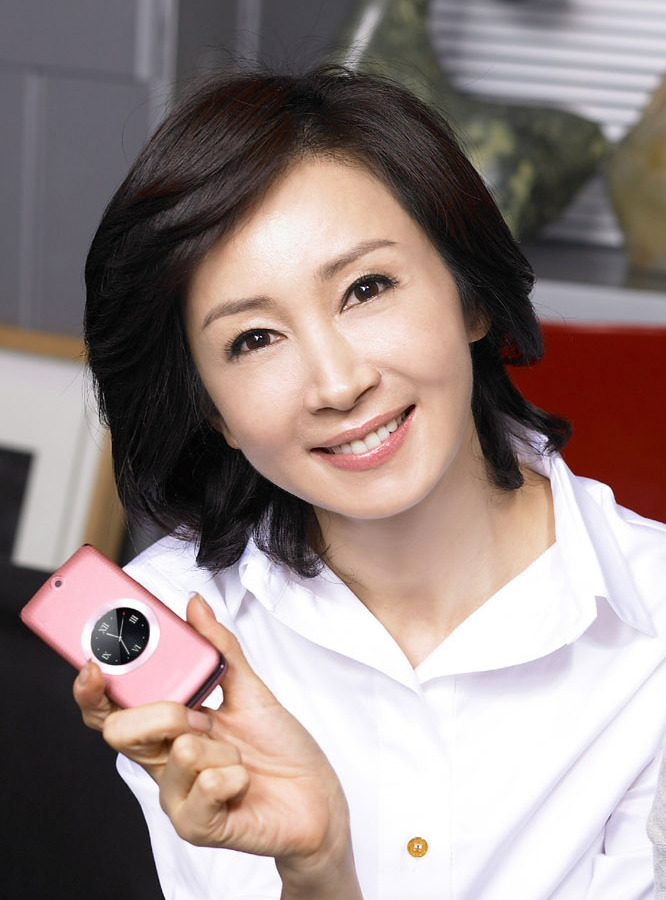
Jeon In-hwa interprète Seo Insuk, mère de Gu Majun
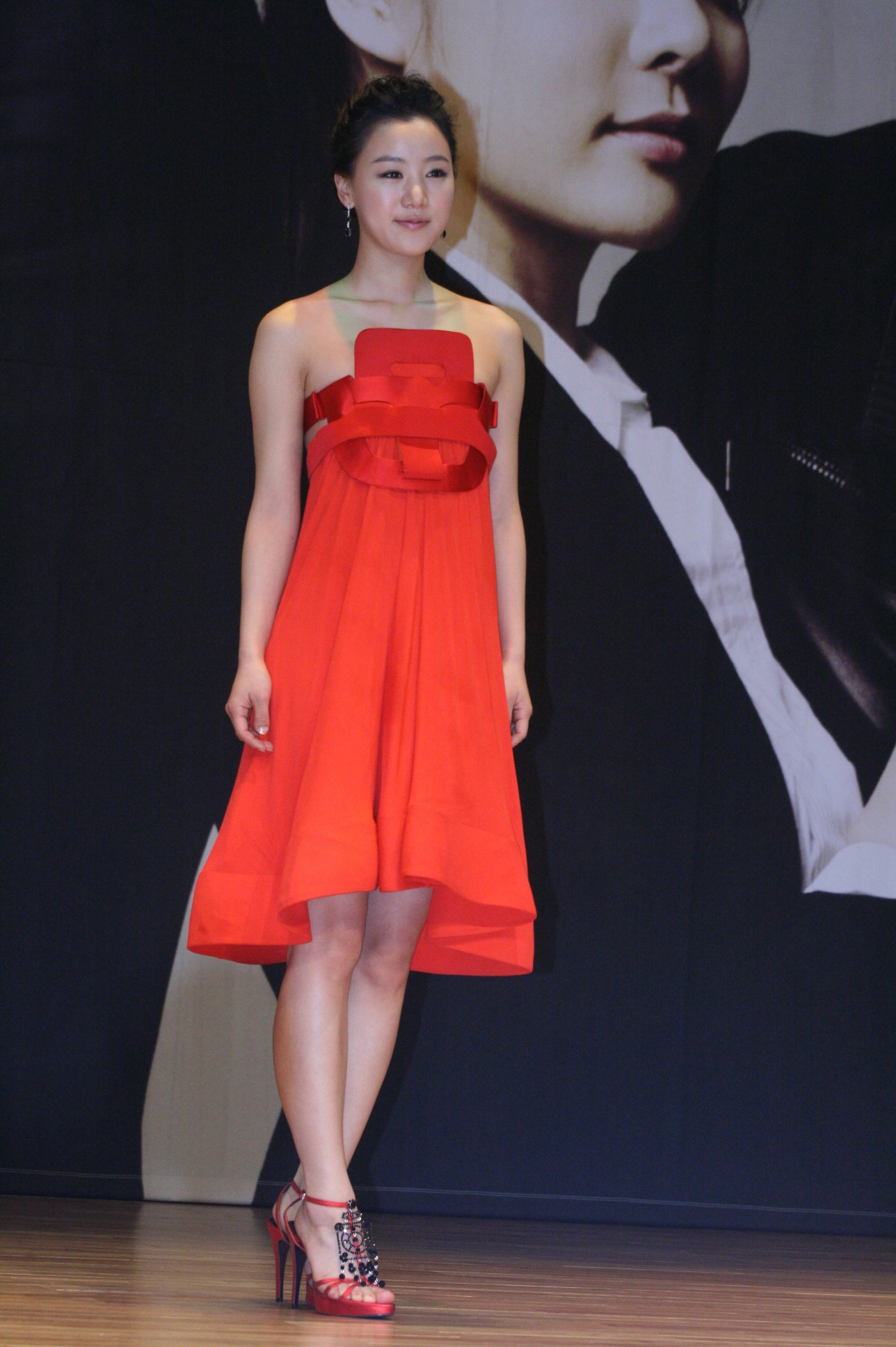
Choi Ja-hye interprète Gu Jakyung, sœur de Gu Majun
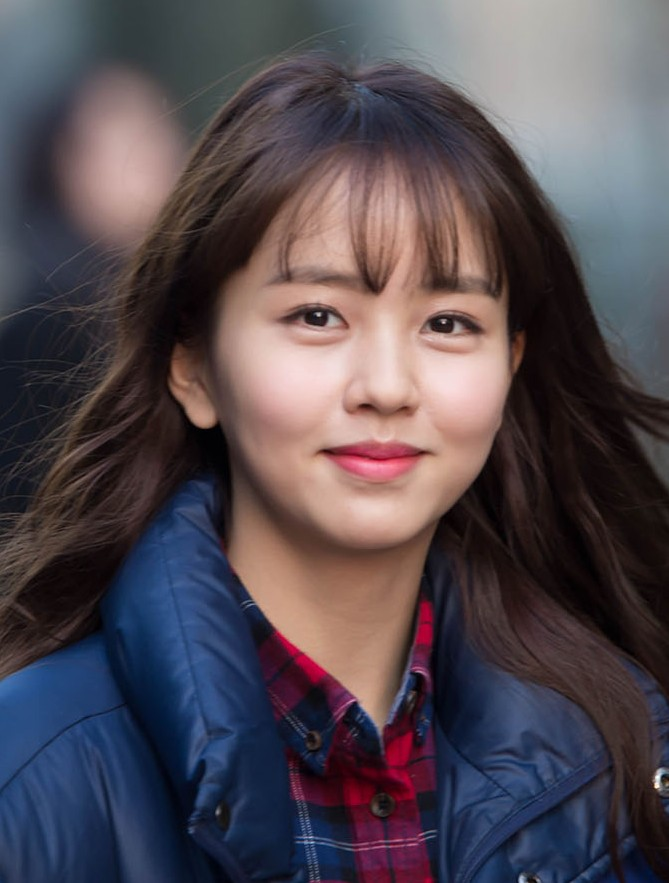
Kim So-hyun interprète Gu Jarim, sœur de Gu Majun (enfant)
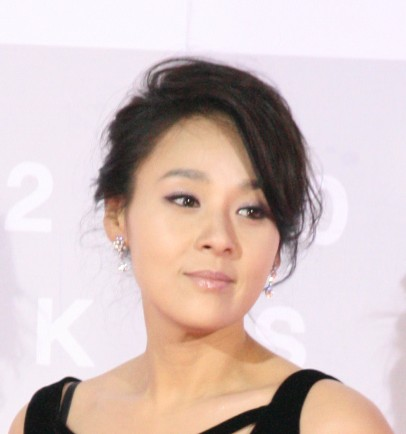
Jeon Mi-seon interprète Kim Misun, mère de Kim Takgu

## Diffusion internationale
- KBS2 (2010)
- KBS World (2010) avec le titre Bread, Love and Dreams (dans son original avec sous-titres anglais)
- Television Broadcasts Limited
- GTV
- Fuji Television
- AHTV
- HTV2 / An Viên / VTVCab
- Indosiar
- GMA Network (2011) avec le titre The Baker King (aux Philippines, doublée en tagalog)
- DramaFever / Hulu
- Panamericana Televisión (2012) avec le titre Pan, amor y sueños (doublée en espagnol)
- Ecuavisa (2012) avec le titre Pan, amor y sueños (doublée en espagnol)
- RCN Televisión (2013) avec le titre Pan, amor y sueños (doublée en espagnol)
- SERTV Canal 11 (2012) avec le titre Pan, amor y sueños (doublée en espagnol)
- Televen (2013) avec le titre Pan, amor y sueños (doublée en espagnol)
- Channel 3 (2014) avec le titre คิมทัคกู ยอดชายนายขนมปัง (doublée en thaï)

## Production

### Casting
Yoon Shi-yoon a été choisi par la scénariste Kang Eun-kyung. La scénariste l'a choisi après avoir vu son potentiel dans la série High Kick Through The Roof. Il a eu du mal à convaincre l'équipe de production et l'équipe de la chaîne KBS pour décrocher le rôle de Kim Takgu. Seuls la scénariste Kang Eun-kyung, le réalisateur Lee Jung-sub et ses parents l'ont soutenu.
La décision de prendre Joo Won comme deuxième acteur masculin principal a été fortement contestée par le réalisateur de la série Lee Jung-sub. Toutefois, à la suite de la persuasion de Kang Eun-kyung, ils l'ont finalement choisi pour le rôle.

### Tournage
La première lecture du script a eu lieu le 14 mai 2010.
Les lieux du tournage sont Suncheon, Cheongju et le village de Suamgol,.

## Distinctions

### Récompenses
- Korean Drama Awards 2010 :

- Recrue masculine de l'année pour Yoon Shi-yoon
- PD Opera Direction Award pour Lee Jung-sub
- Soap Opera Writer Award pour Kang Eun-kyung
- Meilleur nouveau acteur pour Yoon Shi-yoon
- Baeksang Arts Awards 2010 : Prix du réalisateur pour Lee Jung-sub
- Korean Culture and Entertainment Awards 2010 : Prix de popularité, acteur pour Yoon Shi-yoon
- KBS Drama Awards 2010 :

- Top Excellent Award mini series, actrice pour Jeon In-hwa
- Excellent Award mini series, acteur pour Yoon Shi-yoon
- Excellent Award mini series, actrice pour Eugene
- Prix du scénariste pour Kang Eun-kyung
- Prix du jeune acteur pour Oh Jae-moo
- Prix du meilleur couple pour Yoon Shi-yoon et Lee Young-ah

## Versions
- Aşk Ekmek Hayaller (Show TV, 2013-2014)
- Baker King (TV5, 2015)